# Rismyrtjärnen (Malå socken, Lappland, 723956-161704)
Rismyrtjärnen är en sjö i Malå kommun i Lappland och ingår i Umeälvens huvudavrinningsområde. Rismyrtjärnen ligger i Vindelälven Natura 2000-område.